# Juan Otero
Juan Otero – piłkarz urugwajski, napastnik.
Jako piłkarz klubu Central Montevideo wziął udział w turnieju Copa América 1922, gdzie Urugwaj zajął trzecie miejsce. Otero zagrał w dwóch meczach - z Argentyną i Paragwajem.